# First Impressions of Earth
First Impressions of Earth is het derde studioalbum van de Amerikaanse band The Strokes. Het werd uitgebracht op 3 januari 2006. Na hun matig ontvangen tweede album Room on Fire werd First Impressions of Earth een groter succes, met bijna 750.000 verkochte platen. Een groot verschil is dat het album 52 minuten duurt, bijna even lang als The Strokes' eerste twee albums bij elkaar. Met First Impressions of Earth heeft de band ook een ander geluid ontwikkeld wat enig verschil toont met de voorgaande albums. 
Het album werd in 2005 opgenomen en er werd ongeveer 10 maanden aan gewerkt. Oorspronkelijk zou het album opgenomen worden met wederom Gordon Raphael. Later zou gitarist Albert Hammond Jr. de band introduceren met David Kahne. Besloten werd om het album met zowel Kahne als Raphael te produceren. Dat ging echter niet vlekkeloos en Raphael besloot te vertrekken. Het album staat daarom hoofdzakelijk op naam van Kahne.
Drie singles werden uitgebracht: Juicebox, Heart in A Cage en You Only Live Once.

## Tracks
| 1.                 | You Only Live Once | 3:09 |
| 2.                 | Juicebox           | 3:17 |
| 3.                 | Heart in a Cage    | 3:27 |
| 4.                 | Razorblade         | 3:29 |
| 5.                 | On the Other Side  | 4:38 |
| 6.                 | Vision of Division | 4:20 |
| 7.                 | Ask Me Anything    | 3:12 |
| 8.                 | Electricityscape   | 3:33 |
| 9.                 | Killing Lies       | 3:50 |
| 10.                | Fear of Sleep      | 4:00 |
| 11.                | 15 Minutes         | 4:34 |
| 12.                | Ize of the World   | 4:29 |
| 13.                | Evening Sun        | 3:06 |
| 14.                | Red Light          | 3:11 |
| Totale duur: 52:19 |                    |      |